# Menahan Street Band
 (août 2011).
Menahan Street Band est un groupe de soul américain.

## Création
Le Menahan Street Band a été créé par Thomas Brenneck en 2007. Il a fait appel à des amis issus de la scène new-yorkaise de funk, soul et afrobeat (la plupart membres de Antibalas, El Michels Affair, Sharon Jones and the Dap-Kings ou Budos Band).
Le nom du groupe vient de la rue dans laquelle habitait Thomas Brenneck (Menahan St. à Bushwick, Brooklyn, New York).

## 1er album :Make the Road by Walking
Le premier album a été réalisé par Dunham Records qui est un sous-label de Daptone Records.
Le nom de la chanson-titre Make the Road by Walking vient d'un centre communautaire situé sous l'appartement de Thomas Brenneck. Cette chanson est d'abord sortie en single et est samplée par Jay-Z sur son titre Roc Boys (and the Winner Is…). Alors que tout l'album a été enregistré dans la chambre de Thomas Brenneck en 2 ans, le succès de la chanson de Jay-Z et les droits d'auteur permettent à Thomas Brenneck de construire son studio. Ils ont également été samplés par l'artiste producteur français Doc Jazz.
Cet album contient dix morceaux et a été réalisé le 13 octobre 2008.

## Collaboration avec Charles Bradley
Le 24 janvier 2011 est sorti l'album de Charles Bradley No Time For Dreaming dont le Menahan Street Band assure la partie instrumentale.
On retrouve notamment sur The Telephone Song la musique de Tired of Fighting issu du premier album du Menahan Street Band.

## Collaboration avec Lee Fields
Menahan Street Band assure la partie instrumentale de Lee Fields sous le nom de scène The Expressions. 
Plusieurs albums sont déjà sortis en collaboration avec  Lee Fields.

## Discographie

### Albums Studio
| Année | Titre                                      | Label          |
| ----- | ------------------------------------------ | -------------- |
| 2008  | Make the Road by Walking                   | Dunham Records |
| 2012  | The Crossing                               | Dunham Records |
| 2021  | The Exciting Sounds of Menahan Street Band | Dunham Records |

### Backing Band
| Année | Artiste         | Titre                | Label          |
| ----- | --------------- | -------------------- | -------------- |
| 2011  | Charles Bradley | No Time for Dreaming | Dunham Records |

- Également trois albums en collaboration avec Lee Fields sous le nom de "The Expressions".

### Singles
| Année | Titre                                                   | Crédit                                      | Format |
| ----- | ------------------------------------------------------- | ------------------------------------------- | ------ |
| 2006  | Make the Road by Walking / Karina                       | The Menahan Street Band                     | 7      |
| 2007  | The World (Is Going Up in Flames) / Heartaches and Pain | Charles Bradley and The Menahan Street Band | 7      |
| 2008  | The Telephone Song / Tired of Fighting                  | Charles Bradley and The Menahan Street Band | 7      |
| 2009  | The Wolf / Bushwick Lullaby                             | The Menahan Street Band                     | 7      |
| 2011  | Heart of Gold / In You (I Found A Love)                 | Charles Bradley and The Menahan Street Band | 7      |
| 2011  | The Crossing / Everyday A Dream                         | The Menahan Street Band                     | 7      |
| 2012  | Lights Out / Keep Coming Back                           | The Menahan Street Band                     | 7      |

### Samples
Les morceaux du Menahan Street Band ont été régulièrement samplés. On note entre autres :
- Make the Road by Walking samplé par Jay-Z sur sa chanson Roc Boys (and the Winner Is…) (dans l'album American Gangster), qui a été désigné par le magazine Rolling Stone comme le meilleur single de 2007.
- Tired of Fighting a été samplé sur la chanson Flying Iron par le rappeur de La Nouvelle-Orléans Curren$y.
- The Traitor, a été samplé par :
  - le rappeur Kid Cudi sur son premier album Man on the Moon: The End of Day
  - 50 Cent sur sa mixtape War Angel LP
  - Royal Roach sur sa mixtape Black Monday dans la chanson Leaving This Town, produite par Rory Rojas.

### Reprises
- Le titre Going the Distance de l'album Make the Road by Walking est une reprise de la bande originale du film Rocky écrite par Bill Conti.